# Hứa Cần
Hứa Cần (tiếng Trung giản thể: 许勤, bính âm Hán ngữ: Xǔ Qín, sinh tháng 10 năm 1961) là người Hán, chính trị gia nước Cộng hòa Nhân dân Trung Hoa. Ông là Ủy viên Ủy ban Trung ương Đảng Cộng sản Trung Quốc khóa XX, khóa XIX, hiện là Bí thư Tỉnh ủy, Chủ nhiệm Ủy ban Thường vụ Nhân Đại, Bí thư thứ nhất Đảng ủy Quân khu tỉnh Hắc Long Giang. Ông nguyên là Phó Bí thư Tỉnh ủy, Bí thư Đảng tổ, Tỉnh trưởng Hà Bắc; Thường vụ Thành ủy Quảng Đông, Bí thư Thành ủy thành phố Thâm Quyến, Thị trưởng Chính phủ Nhân dân thành phố Thâm Quyến; Cục trưởng Cục Công nghiệp Công nghệ cao của Ủy ban Cải cách và Phát triển Quốc gia.
Hứa Cần là đảng viên Đảng Cộng sản Trung Quốc, học vị Thạc sĩ Kỹ thuật điện tử, Thạc sĩ Quản trị kinh doanh, Tiến sĩ Quản trị kinh doanh, công trình sư.

## Xuất thân và giáo dục
Hứa Cần sinh tháng 10 năm 1961, quê quán tại địa cấp thị Liên Vân Cảng, tỉnh Giang Tô. Vào tháng 10 năm 1978, ông bắt đầu học tại khoa Kỹ thuật Quang điện tử của Đại học Khoa học Kỹ thuật Bắc Kinh, tốt nghiệp Cử nhân năm 1982. Tháng 1 năm 1982, ông gia nhập Đảng Cộng sản Trung Quốc. Vào tháng 9 năm 1984, Đại học Khoa học Kỹ thuật Bắc Kinh để tiếp tục nghiên cứu về lĩnh vực Quang điện tử, tốt nghiệp Thạc sĩ Kỹ thuật điện tử tại trường.
Từ tháng 9 năm 1999 đến tháng 7 năm 2001, ông học ngành Quản trị kinh doanh tại Học viện Quản trị Quang Hoa thuộc Đại học Bắc Kinh, tốt nghiệp Thạc sĩ Quản trị kinh doanh. Từ tháng 11 năm 2001 đến tháng 11 năm 2004, ông là nghiên cứu sinh ngành Quản trị kinh doanh tại Đại học Bách khoa Hồng Kông, tốt nghiệp Tiến sĩ Quản trị kinh doanh.

## Sự nghiệp

### Thời kỳ đầu
Sau khi tốt nghiệp Kỹ thuật Quang điện tử năm 1982, ông được tuyển dụng vào Nhà máy số 559 của Tập đoàn Công nghiệp Bắc Trung Quốc tại thành phố Vô Tích, Giang Tô với công tác chủ yếu là nghiên cứu. Tháng 7 năm 1987, sau nghi nhận bằng Thạc sĩ Kỹ thuật điện tử, ông làm việc tại Ủy ban Kế hoạch Quốc gia và nhận vị trí cán bộ cấp ủy. Tháng 6 năm 1988, ông làm viện tại Phân khu Công nghiệp thứ hai, Cục Điện tử và Cơ khí. Vào tháng 7 năm 1992, ông là Phó Chủ nhiệm Phân khu Công nghiệp thứ hai, Cục Điện tử và Cơ khí. Trong khoảng thời gian từ tháng 10 năm 1994 đến tháng 10 năm 1995, ông đến Canada, Hoa Kỳ để học đào tạo quản lý nâng cao.
Vào tháng 8 năm 1997, ông là Chủ nhiệm Khu Điện tử. Tháng 8 năm 1998, ông là Chủ nhiệm Phòng Công nghiệp thông tin tại Cục Phát triển Công nghiệp Công nghệ cao của Ủy ban Kế hoạch Quốc gia. Tháng 2 năm 2001, ông giữ chức Phó Cục trưởng Cục Phát triển Công nghiệp Công nghệ cao. Vào tháng 5 năm 2003, ông điều chuyển vị trí và là Phó Cục trưởng Cục Công nghiệp Công nghệ cao của Ủy ban Cải cách và Phát triển Quốc gia Cộng hòa Nhân dân Trung Hoa. Vào tháng 7 năm 2005, ông là Cục Cục Công nghiệp Công nghệ cao của Ủy ban Cải cách và Phát triển Quốc gia.

### Thâm Quyến
Vào tháng 4 năm 2008, ông được điều chuyển tới thành phố Thâm Quyến, Quảng Đông, được bổ nghiệm làm Thường vụ Thị ủy, Phó Thị trưởng Thâm Quyến. Vào tháng 6 năm 2010, ông giữ chức Phó Bí thư Thị ủy Thâm Quyến, Thị trưởng Thâm Quyến. Trong nhiệm kỳ của ông, một vụ tai nạn sạt lở đất đã xảy ra, là vụ Lở đất ở Thâm Quyến 2015, làm 73 người chết, 4 người mất tích và 16 người khác bị thương. Vụ tai nạn được điều tra và xác định là một thảm họa địa chất tự nhiên, với hậu quả nặng nề. Vào ngày 25 tháng 12 năm 2015, ông cùng với Thị ủy Thâm Quyến đã xin lỗi toàn bộ dân chúng về vụ tai nạn lở đất. Vào ngày 31 tháng 12 năm 2016, ông được bổ nhiệm làm Thường vụ Tỉnh ủy Quảng Đông, Bí thư Thị ủy Thâm Quyến. Vào ngày 20 tháng 7 năm 2017, ông chính thức từ chức Thị trưởng Thâm Quyến.

### Hà Bắc
Ngày 01 Tháng 4 năm 2017, ông được điều chỉnh tới Hà Bắc, được bổ nhiệm làm Thường vụ Tỉnh ủy, Phó Bí thư, Quyền Tỉnh trưởng Chính phủ Nhân dân tỉnh Hà Bắc. Vào ngày 18 tháng 4 năm 2017, ông cũng từng là Chủ tịch điều hành của Ban tổ chức Thế vận hội mùa Đông 2022. Vào ngày 26 tháng 4 năm 2017, ông chính thức được bầu làm Tỉnh trưởng Chính phủ Nhân dân tỉnh Hà Bắc. Vào tháng 10 năm 2017, ông được bầu làm Ủy viên Ủy ban Trung ương Đảng Cộng sản Trung Quốc khóa XIX tại Đại hội Đảng Cộng sản Trung Quốc lần thứ 19.

### Hắc Long Giang
Tháng 10 năm 2021, Hứa Cần được điều động tới tỉnh Hắc Long Giang, vào Ban Thường vụ Tỉnh ủy. Bộ Chính trị quyết định bổ nhiệm ông làm Bí thư Tỉnh ủy Hắc Long Giang, nhận nhiệm vụ lãnh đạo toàn diện tỉnh Hắc Long Giang. Cuối năm 2022, ông tham gia Đại hội Đảng Cộng sản Trung Quốc lần thứ XX từ đoàn đại biểu Hắc Long Giang. Trong quá trình bầu cử tại đại hội, ông tái đắc cử là Ủy viên Ủy ban Trung ương Đảng Cộng sản Trung Quốc khóa XX.